# Anni 60
Gli anni 60 sono il decennio che comprende gli anni dal 60 al 69 inclusi.

## Eventi, invenzioni e scoperte
- Decennio di composizione dei vangeli sinottici secondo l'ipotesi della scuola esegetica di Madrid.
- Nel 64 avviene il grande incendio di Roma, che molti sospettano essere stato causato dall'imperatore Nerone.
- Nel 64, Nerone accusa i cristiani di essere i colpevoli dell’incendio, scatenando una violenta persecuzione.
- Nel 65 il senatore Gaio Calpurnio Pisone, insieme al tribuno Subrio Flavio e al centurione Sulpicio Aspro, guida una congiura contro Nerone, che però fallisce e viene scoperta.
- Nel 68 Nerone, deposto dal senato, fugge e si suicida nella villa di un liberto.
- Anno dei quattro imperatori: dopo la morte di Nerone, a Roma inizia una guerra civile. Dal 68 al 69, si succedono Galba, Otone, Vitellio ed infine Vespasiano.

## Personaggi
- 9 giugno 68 Roma – Morte di Nerone Imperatore Romano
- 20 dicembre 69 – Roma, Vespasiano diviene Imperatore Romano